# Ignacio Prieto Urrejola
Ignacio Prieto Urrejola (* 23. September 1943 in Santiago de Chile) ist ein ehemaliger chilenischer Fußballspieler und -trainer. Er nahm mit der Nationalmannschaft Chiles an der Fußball-Weltmeisterschaft 1966 teil.

## Karriere

### Verein
Prieto Urrejola spielte seit 1962 als Profi bei CD Universidad Católica. Mit diesem Klub gewann er 1966 den nationalen Meistertitel. 1968 wechselte er nach Uruguay zu Nacional Montevideo, wo er dreimal in Folge Meister wurde. 1971 erreichte er mit Nacional das Finale um die Copa Libertadores. Prieto Urrejola bestritt das Hin- und Rückspiel gegen Estudiantes de La Plata aus Argentinien. Nachdem beide Mannschaften ihre jeweiligen Heimspiele gewonnen hatten, musste die Entscheidung in einem dritten Spiel fallen. Ohne Prieto Urrejola gewann Nacional auf neutralem Platz in Santiago de Chile mit 2:0.
Anschließend ging er nach Europa, wo er für die französischen Klubs OSC Lille und Stade Laval spielte. Mit Lille stieg er 1974 gemeinsam mit seinem früheren Teamkollegen bei Universidad, Alberto Fouillioux, in die Division 1 auf.
1977 kehrte er zu seinem Stammverein Universidad Católica zurück, wo er 1979 seine Spielerkarriere beendete.

### Nationalmannschaft
Am 15. April 1965 debütierte Prieto Urrejola in einem Spiel um die Copa del Pacífico gegen Peru in der chilenischen Nationalmannschaft.
Nach geglückter Qualifikation für die Endrunde der Fußball-Weltmeisterschaft 1966 in England wurde Prieto Urrejola von Trainer Luis Álamos in den chilenischen Kader berufen. Dort wurde er in allen drei Gruppenspielen gegen Italien, Nordkorea und die Sowjetunion eingesetzt. Chile schied mit einem Unentschieden und zwei Niederlagen als Gruppenletzter bereits nach der Vorrunde aus dem Turnier aus.
Beim Campeonato Sudamericano 1967 stand er ebenfalls im chilenischen Aufgebot. Auch bei diesem Turnier kam er in allen Spielen zum Einsatz. Nach einem Freundschaftsspiel am 16. Dezember 1967 gegen die Sowjetunion dauerte es mehr als neun Jahre, bis er 1977 zu seinen beiden letzten von 29 Länderspieleinsätzen für Chile im Rahmen der Qualifikation für die Fußball-Weltmeisterschaft 1978 kam.

### Trainerkarriere
Nach seiner aktiven Laufbahn arbeitete Prieto Urrejola als Trainer. Mit seinem alten Verein Universidad Católica wurde er zwischen 1983 und 1990 zweimal Meister und gewann die Copa de la República 1983, einen Pokalwettbewerb für chilenische Erstligisten. Nach zwei Jahren in Mexiko bei CD Cruz Azul kehrte er Anfang der 90er Jahre noch einmal zu Universidad Católica zurück. Mit dem chilenischen Rekordmeister CSD Colo-Colo gewann er zum Abschluss seiner Trainerkarriere 1994 die Copa Chile.

## Erfolge

### Als Spieler
- Chilenischer Meister: 1966
- Uruguayischer Meister: 1969, 1970, 1971
- Copa Libertadores: 1971
- Weltpokalsieger: 1971
- Meister der Division 2: 1974
- Étoile d’Or: 1975

### Als Trainer
- Chilenischer Meister: 1984, 1987
- Copa de la República: 1983
- Chilenischer Pokalsieger: 1994

## Persönliches
Sein älterer Bruder Andrés (1928–2022) war ebenfalls ein erfolgreicher Fußballprofi und chilenischer Nationalspieler.